# Mistrzostwa Polski w piłce nożnej (1925)

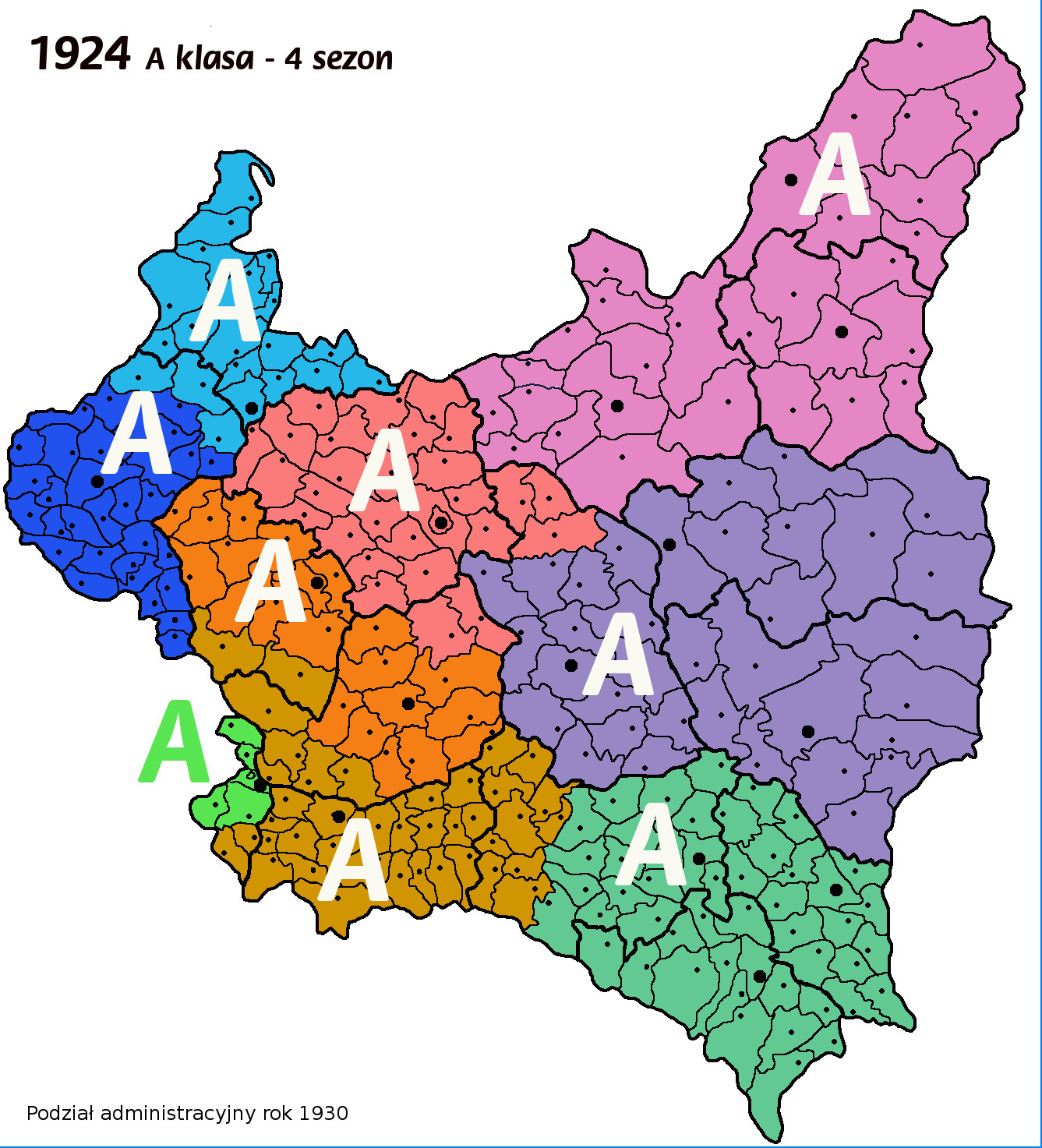
Okręgi piłkarskie biorące udział w MP 1925.

Mistrzostwa Polski w piłce nożnej 1925 – 5. edycja oficjalnych mistrzostw Polski w piłce nożnej mężczyzn (rozegrana po rocznej przerwie, spowodowanej odwołaniem mistrzostw Polski 1924), a czwarta dokończona oraz zakończona wyłonieniem zwycięzcy (mistrzostwa Polski 1920 zostały bowiem przerwane na skutek trwającej wojny polsko-bolszewickiej). Organizatorem rozgrywek był Polski Związek Piłki Nożnej (PZPN). Całą rywalizację przeprowadzono systemem mieszanym (quasi ligowym), po raz pierwszy w historii na przełomie dwóch lat kalendarzowych 1924 i 1925, jako sezonie (tzw. cyklem „jesień-wiosna”). Latem i jesienią 1924 odbyły się mistrzostwa poszczególnych okręgów, które wyłoniły uczestników fazy finałowej mistrzostw Polski 1925.
| Poziomy rozgrywkowe w sezonie 1925 | Poziomy rozgrywkowe w sezonie 1925 | Poziomy rozgrywkowe w sezonie 1925 |
| Rozgrywki                          | P                                  | Nazwa                              |
| ---------------------------------- | ---------------------------------- | ---------------------------------- |
| Centralne                          | I                                  | Mistrzostwa Polski                 |
| Okręgowe (9 okręgów)               | II                                 | A Klasa                            |
| Okręgowe (9 okręgów)               | III                                | B klasa                            |
| Okręgowe (9 okręgów)               | IV                                 | C klasa                            |

Zmagania decydującej fazy mistrzostw (fazy finałowej) trwały 154 dni – od 29 marca 1925 do 30 sierpnia 1925. W 25 meczach (24 rozstrzygniętych i 1 remisowym) – rozegranych w jej ramach – formalnie uzyskano 90 bramek, co daje średnią 3,60 gola na mecz. Faktycznie strzelono co prawda 98 goli (średnio: 3,92 gola na mecz), jednak trzy spotkania grupy południowej z udziałem Amatorskiego KS Królewska Huta (AKS–Wisła 4:3, Wisła–AKS 5:2, ŁKS–AKS 2:1) zweryfikowano jako walkowery 3:0 dla rywali, z powodu „braku potwierdzenia statusu narodowościowego” (tzw. kwestia optantów, czyli zawodników drużyn górnośląskich przyznających się do narodowości i obywatelstwa niemieckiego, którzy nie mogli zostać członkami PZPN, jako obcokrajowcy). Tytuł mistrza Polski po raz trzeci z rzędu wywalczyła Pogoń Lwów, a koronę króla strzelców zawodnik Wisły Kraków – Henryk Reyman, zdobywca 11 trafień.
Podczas 6. Walnego Zgromadzenia PZPN, zorganizowanego w dniach 28 lutego–1 marca 1925 w Krakowie zatwierdzono regulamin fazy finałowej mistrzostw Polski. Po raz pierwszy w historii wzięło w niej udział dziewięć drużyn. Rywalizację przeprowadzono w dwóch etapach: najpierw uczestników podzielono na trzy trój-zespołowe równorzędne grupy (południową, północną i wschodnią), a ich zwycięzcy stworzyli w drugim etapie kolejną grupę (finałową), której triumfator zostawał mistrzem Polski. W obydwu fazach grano systemem ligowym – „każdy z każdym, mecz i rewanż”. Wywalczenie tytułu mistrza Polski nie dawało gwarancji występu w fazie finałowej następnej edycji.

## Faza eliminacyjna
W związku z odwołaniem fazy finałowej mistrzostw Polski 1924, fazę eliminacyjną mistrzostw Polski 1925 przeprowadzono latem i jesienią 1924. Doprowadziło to zmiany, obowiązującego w latach 1920–1923, systemu „wiosna-jesień” na cykl „jesień-wiosna” (po raz pierwszy w historii rozgrywek o mistrzostwo Polski). Zmiana miała charakter tymczasowy, a jej celem było płynne przejście do poprzednio obowiązującego systemu („wiosna-jesień”), począwszy od sezonu 1926. Dlatego w 1925 mistrzostw okręgowych nie organizowano.

## Faza finałowa

### Etap pierwszy

#### Tabela końcowa grupy południowej
| M | Nazwa klubu                 | Mecze | Punkty | Bramki |
| 1 | Wisła Kraków                | 4     | 6      | 10:3   |
| 2 | ŁKS Łódź                    | 4     | 6      | 9:4    |
| 3 | Amatorski KS Królewska Huta | 4     | 1      | 4:14   |

Dodatkowe spotkanie o awans do grupy finałowej, rozegrane 11 czerwca 1925, na neutralnym boisku (stadionie Czarnych Lwów):

ŁKS Łódź – Wisła Kraków 3:6 (2:2)

Awans: Wisła Kraków

#### Tabela końcowa grupy północnej
| M | Nazwa klubu      | Mecze | Punkty | Bramki |
| 1 | Warta Poznań     | 4     | 6      | 11:6   |
| 2 | TKS Toruń        | 4     | 4      | 7:7    |
| 3 | Polonia Warszawa | 4     | 2      | 5:10   |

#### Tabela końcowa grupy wschodniej
| M | Nazwa klubu    | Mecze | Punkty | Bramki |
| 1 | Pogoń Lwów     | 4     | 8      | 12:1   |
| 2 | Pogoń Wilno    | 4     | 2      | 5:11   |
| 3 | KS Lublinianka | 4     | 2      | 3:8    |

Legenda:
|  | Awans do grupy finałowej mistrzostw Polski. |

### Grupa finałowa

#### Tabela końcowa
| M | Nazwa klubu  | Mecze | Punkty | Bramki |
| 1 | Pogoń Lwów   | 4     | 7      | 8:3    |
| 2 | Warta Poznań | 4     | 3      | 5:12   |
| 3 | Wisła Kraków | 4     | 2      | 6:4    |

Legenda:
|  | Mistrz Polski |

## Najlepsi strzelcy
| Bramki | Zawodnik          | Drużyna      |
| ------ | ----------------- | ------------ |
| 11     | Henryk Reyman     | Wisła Kraków |
| 7      | Mieczysław Batsch | Pogoń Lwów   |
| 6      | Stefan Schmidt    | Warta Poznań |

## Ciekawostki
- Pierwszy etap rozgrywek fazy finałowej mistrzostw Polski (trzy grupy po trzy drużyny w każdej) nieco żartobliwie określano systemem „trzy po trzy”[5];
- Zgodnie z regulaminem, Pogoń Lwów zostając mistrzem Polski po raz trzeci w historii zdobyła na własność przechodnie trofeum przyznawane najlepszej drużynie w kraju (puhar wędrowny, ufundowany przez Ministerstwo Zdrowia Publicznego przed rozpoczęciem mistrzostw 1921). Ciekawostkę stanowi fakt, że z chwilą trzeciego triumfu „Pogoniarzy” (formalnie 30 sierpnia 1925, faktycznie tytuł został przez nich wywalczony już 12 lipca 1925[3]) Ministerstwo Zdrowia Publicznego już nie istniało[2];
- Faktycznie, w fazie finałowej mistrzostw Polski 1925 zdobyto 98 goli. Jednak 17 z nich padło w trzech spotkaniach zweryfikowanych później, jako walkowery (3:0). Stąd wzięła się różnica 8 bramek, pomiędzy oficjalnymi statystykami, a rzeczywistą liczbą trafień[2];
- Za sprawą przyznania walkowerów przeciwko Amatorskiemu KS Królewska Huta stali działacze Wisły Kraków, którzy złożyli stosowny protest do Wydziału Gier i Dyscypliny PZPN. Miało to związek z faktem zajęcia przez „Białą Gwiazdę” zaledwie 2. miejsca w tabeli grupy południowej. Po zweryfikowaniu wyników trzech meczów z udziałem AKS-u okazało się, że Wisła wyprzedziła ŁKS Łódź. Dlatego postanowiono zorganizować dodatkowy mecz o awans do grupy finałowej, pomiędzy ŁKS-em i Wisłą[6];
- Po wywalczeniu trzeciego z rzędu tytułu mistrzowskiego i czterech latach pracy w Pogoni Lwów, austriacki trener tego klubu – Karl Fischer odszedł do włoskiego drugoligowca AS Edera Triest. W grudniu 1925 – dzięki jego namowom – do tej drużyny trafili dwaj zawodnicy „Pogoniarzy”: bramkarz Emil Görlitz i napastnik Józef Słonecki. Stali się oni wówczas pierwszymi polskimi piłkarzami zawodowymi[3].

## Klasyfikacja medalowa po MP 1925
|    | Klub             |   |   |   |
| -- | ---------------- | - | - | - |
| 1. | Pogoń Lwów       | 3 | 0 | 0 |
| 2. | Cracovia         | 1 | 0 | 1 |
| 3. | Warta Poznań     | 0 | 2 | 2 |
| 4. | Polonia Warszawa | 0 | 1 | 1 |
| 4. | Wisła Kraków     | 0 | 1 | 1 |
| 6. | ŁKS Łódź         | 0 | 0 | 1 |